# Perimélides
As perimélides (em grego Περιμηλίδες, Perimêlídes, de μῆλον, mêlon, "ovelha") são as ninfas do gado, filhas ou sobrinhas do deus Pã. Protegem aos animais das granjas e formam parte do séquito de Pã. Habitavam os canaviais, os campos e os vales e estão aparentadas com as epimélides, que são suas irmãs.